# قمر مرتضى
قمر مرتضى (28 مارس 1940 -)، ممثلة سورية.

## حياتها
شاركت بالأدوار الثانوية بالعديد من الأعمال التلفزيونية والمسرحية وهي عضو في نقابة الفنانين السوريون وهي حاصلة ليسانس فلسفة ودراسات اجتماعية بدبلوم تربية.

## الأعمال

### في التلفزيون
- أولاد بلدي
- دولاب
- مارينا
- عز الدين القسام
- امرأة لا تعرف اليأس
- حارة القصر
- الحصاد
- صرجة ليل طويل
- فتى من هذا الزمان
- خان الحرير
- الأحلام المتمردة
- الأيام المتمردة
- أحلام لا تموت
- رمح النار
- البواسل
- مقامات بديع الزمان الهمذاني
- رزمة نقود
- غيمة صيفة
- العبابيد
- أحقاد خفية
- مرايا (عدة أجزاء)
- لعنة الطين
- رسائل في الهواء
- الدبور
- تحت المداس
- الدوامة
- الشام العدية
- تعب الليالي
- طريق النحل
- خبر عاجل
- يوم ممطر آخر
- زمن الخوف
- جريمة بلا نهاية
- أشياء تشبه الحب
- سيرة الحب
- جرن الشاويش
- بكرا أحلى
- ليالي الصالحيه
- الشمعة والدبوس
- أسرار المدينة
- رقصة الحبارى
- أهل وحبايب
- الفصول الأربعة ج1
- حي المزار
- نهارات الدفلي
- العراب
- دنيا 2015

### في السينما
- حبيبتي ياحب التوت
- الاتجاه المعاكس
- سائق الشاحنة
- كفر قاسم
- عرس شامي
- بقايا صور
- زهر الرمان
- المخدوعون
- مقلب حب
- اموت مرتين واحبك
- الأبطال يولدون مرتين

### في المسرح
- الأرض الطيبة
- مع الأحرار
- عفاريت القرن العشرين

### في الإذاعة
- حكم العدالة
- خزائن العرب
- ظواهر مدهشة
- شخصات روائية
- يوميات عائلية